# Divisionstecken
Divisionstecken (÷), även kallat obelus, är en symbol som i huvudsak används för att beteckna den matematiska operationen division. Tecknet används framför allt i engelsktalande länder för att symbolisera division. Tecknet har emellertid andra meningar i andra länder. Enligt internationella standardiseringsorganisationenens standard för matematisk notering (ISO 80000-2) är det inte rekommenderat att använda symbolen.

## Användning
Divisionstecknet används främst inom engelsktalande länder, för att just visa på division. Andra tecken som kan användas för samma syfte är snedstreck (/) eller kolon (:). I Italien, Polen, och Ryssland används obelusen för att symbolisera en värdemängd. I Skandinavien har tecknet också används för att visa negation.

## Dator

### Unicode
Tecknet har i Unicode koden U+00F7 (DIVISION SIGN)

### HTML
I HTML kan tecknet skapas genom koderna &divide;, &#xF7; (hexadecimal Unicode), eller &#247; (decimal Unicode).

### TeX
I TeX kan kommandet \div producera en obelus.

### Microsoft Windows
I Microsoft Windows finns tecknet på plats 246 och kan skapas genom att hålla ned Alt och skriva in 0245 eller 246 på det numeriska tangentbordet.